# Garnek (Mazovie)
Pour les articles homonymes, voir Garnek.
Garnek  [ˈɡarnɛk] est un village polonais de la gmina de Ceranów dans le powiat de Sokołów et dans la voïvodie de Mazovie, au centre-est de la Pologne.
Il est situé à environ 6 kilomètres à l'ouest de Ceranów, 28 kilomètres au nord de Sokołów Podlaski et à 92 kilomètres au nord-est de Varsovie.